# Nuova Caledonia
La Nuova Caledonia (in francese Nouvelle-Calédonie; in canaco: Kanaky) è una collettività francese d'oltremare sui generis, situata nell'Oceano Pacifico sudoccidentale vicino all'Australia; è nella lista delle Nazioni Unite dei territori non autonomi. Il suo capoluogo è Numea.

## Storia
Contesa fra Regno Unito e Francia durante la prima metà del XIX secolo, l'isola nel 1853 divenne possedimento francese. A partire dal 1864, servì da colonia penale per quarant'anni. Della Nuova Caledonia fanno parte anche le Isole della Lealtà (Maré, Lifou, Ouvéa, Tiga, Mouli e Faiava) e l'Isola dei Pini.
La vita politica è complicata dal fatto che la popolazione indigena melanesiana, la comunità canaca, è ora una minoranza (44%) a causa del declino della popolazione e dell'immigrazione avvenuta sotto il dominio francese. Il resto della popolazione è composto dai discendenti dei deportati francesi, conosciuti come caldoches, e da una piccola minoranza est-asiatica.
La rivendicazione dell'indipendenza da parte del Front de Liberation Nationale Kanak Socialiste (FLNKS) inizia nel 1985. Il Fronte, guidato da Jean Marie Tjibaou, assassinato nel 1989, chiedeva la creazione di uno Stato, chiamato Kanaky. L'agitazione, marcata dalla presa di ostaggi e il massacro in seguito alla loro liberazione dalla grotta di Ouvéa, portò a una crescita dell'autonomia con gli Accordi di Matignon del 1988 e l'Accordo di Numea del 1998.
Il 4 novembre 2018 si è tenuto il primo referendum per l'indipendenza, in cui il 56,4% degli elettori ha scelto di rimanere francese. Un secondo referendum indipendentista si è svolto il 4 ottobre 2020 ed è stato respinto dal 53% degli elettori. Il terzo referendum si è svolto il 12 dicembre 2021, e ha confermato l'esito sfavorevole all'indipendenza con il 96% dei voti; tale votazione, l'ultima prevista dall'accordo del 1998, è stata tuttavia caratterizzata da una bassa affluenza, dovuta al boicottaggio da parte delle forze indipendentiste, le quali hanno dichiarato di non riconoscere la validità di tale referendum a causa del rifiuto del governo francese di rinviare il voto al 2022.
Nel 2024 l'isola è stata protagonista di violente proteste e scontri a seguito di una riforma elettorale, portando il governo francese a dichiarare lo stato d'emergenza e schierare l'esercito. Nel luglio 2025 il governo francese ha annunciato un nuovo accordo con il governo locale, che prevede la futura creazione di uno stato in Nuova Caledonia. La nuova entità territoriale farà comunque parte della nazione francese. 

## Geografia
È situata a circa 1500 km a est della costa australiana, a sud di Vanuatu, a ovest delle Figi e a nord della Nuova Zelanda, nella zona sud-occidentale dell'Oceano Pacifico.
La Nuova Caledonia fa parte della Zealandia, un frammento dell'antico super-continente Gondwana. Si ipotizza che la Nuova Caledonia si sia separata dall'Australia circa 66 milioni di anni fa, per poi andare alla deriva in direzione nord-est, raggiungendo la sua posizione attuale circa 50 milioni di anni fa.
La terraferma è divisa in lunghezza da una catena montuosa centrale le cui vette più alte sono il monte Panié (1629 m) a nord e il monte Humboldt (1618 m) a sud-est. La costa orientale è coperta da una vegetazione lussureggiante. La costa occidentale, con le sue grandi savane e pianure adatte all'agricoltura, è una zona più secca. Molti massicci ricchi di minerali si trovano lungo questa costa.
Il fiume Diahot è il fiume più lungo della Nuova Caledonia, che scorre per circa 100 chilometri. Ha un bacino idrografico di 620 km² e si apre a nord-ovest nella baia d'Harcourt, scorrendo verso il punto settentrionale dell'isola lungo la scarpata occidentale del monte Panié. La maggior parte dell'isola è coperta da foreste sempreverdi umide, mentre le savane dominano le quote più basse. La laguna della Nuova Caledonia, con una superficie totale di 24 000 chilometri quadrati è una delle più grandi lagune del mondo. È circondato dalla barriera corallina della Nuova Caledonia.

### Clima
Il clima è tropicale, con una stagione calda e umida da novembre a marzo con temperature tra 27 °C e 30 °C, e una stagione più fredda e secca da giugno ad agosto con temperature tra 20 °C e 23 °C, collegate da due brevi interstizi. Il clima tropicale è fortemente moderato dall'influenza oceanica e dagli alisei che attenuano l'umidità, che può essere vicina all'80%. La temperatura media annuale è di 23 °C.
Le registrazioni delle precipitazioni differiscono notevolmente all'interno dell'isola. I 3 000 millimetri di precipitazioni registrate a Galarino sono tre volte la media della costa occidentale. Ci sono anche periodi secchi, a causa degli effetti di El Niño. Tra dicembre e aprile, le depressioni tropicali e i cicloni possono far superare ai venti una velocità di 100 chilometri all'ora, con raffiche di 250 chilometri all'ora e precipitazioni abbondanti. L'ultimo ciclone che ha colpito la Nuova Caledonia è stato Cyclone Cook, nel gennaio 2017.

### Flora e fauna
La flora e la fauna della Nuova Caledonia ebbero origine nella parte orientale dell'antico supercontinente di Gondwana e si sono evolute in condizioni di isolamento dopo che la Grande Terre si separò dal continente 80 milioni di anni or sono. Di conseguenza, il paese vanta molte specie di piante e animali uniche al mondo, in particolare uccelli, e la più ricca diversità di specie per chilometro quadro del mondo. Delle 3 250 specie di piante da fiore presenti, l'80% è endemico.
Nella Nuova Caledonia si trova una specie particolare di geco: il geco ciliatus (Correlophus ciliatus).
La Nuova Caledonia vanta 68 specie stimate di uccelli di terra, di cui circa 20 autoctone. La specie indigena più famosa è il kagu o cagou (Rhynochetos jubatus), un uccello a rischio di estinzione che è divenuto il simbolo non ufficiale della Nuova Caledonia. Dei pochi mammiferi terrestri, gli unici indigeni sono le roussette (della famiglia dei pipistrelli della frutta), che tradizionalmente rientrano nell'alimentazione dei kanak. Fra i mammiferi introdotti vi sono i cervi di Timor, che si sono riprodotti in quantità tale da provocare gravi danni alle piante native e all'ambiente in generale. Questi animali si possono ammirare negli allevamenti dei caldoche sulla costa occidentale. La loro carne è servita nei ristoranti locali.
Le acque della Nuova Caledonia ospitano circa 2 000 specie di pesci. Le megattere fanno la loro comparsa tra luglio e settembre. Le 14 specie di serpente marino della Nuova Caledonia si vedono spesso sulla superficie dell'acqua o anche a terra; quella che si avvista con maggior frequenza è l'anfibio tricot rayé (krait fasciato). Sono animali molto velenosi ma non aggressivi ed è estremamente raro che mordano.

### Aree protette
Nella Nuova Caledonia ci sono molti parchi e riserve terrestri e marine. Sulla Punta Sud sono facilmente raggiungibili il Parc Provincial de la Rivière Bleue e le Chutes de la Madeleine. L'ascesa del Mont Panié, che con i suoi 1629 m è la vetta più alta della Nuova Caledonia, è riservata agli escursionisti in buona forma fisica.

## Società
Nel 2010 si stima che la popolazione abbia raggiunto i 253 743 abitanti. Buona parte di essi abita nel capoluogo Numea. I principali gruppi etnici sono due: quello melanesiano (45,1% della popolazione) e quello europeo, i cosiddetti caldoche (34,1%). Esistono altre minoranze tra cui quella polinesiana (11,6%) e quella indonesiana (2,5%).

### Religione
La popolazione è a maggioranza cristiana, il 54% della popolazione è cattolica, il 14% protestante e il 2,1% di altre confessioni cristiane. Il 2,7% segue l'Islam, mentre il restante 27% della popolazione è legata ad altre religioni.

### Lingua
La lingua ufficiale della collettività è il francese. Insieme a quest'ultimo vengono tutelate altre lingue a livello regionale, che sono:
- Le varie lingue dei canachi, popolo melanesiano afferente all'area austronesiana, che vengono divise in quattro gruppi: 
  - lingue settentrionali (nyelâyu, kumak, caac, yuaga, jawe, nemi, fwâi, pije, pwaamèi, pwapwâ, dialetti della regione Voh-Koné),
  - lingue centrali (cèmuhî, paicî, ajië, arhâ, arhö, orowe, neku, sîchë, tîrî, xârâcùù, xârâgùrè),
  - lingue meridionali (nââ drubéa, nââ numèè) e
  - lingue delle Isole della Lealtà (nengone, drehu, iaai).
- Il fagauvea, o uveano occidentale, unica lingua neocaledoniana appartenente alla famiglia polinesiana, parlata sull'isola di Ouvéa. Il nome uveano occidentale nasce in contrapposizione all'uveano orientale parlato sull'isola di Wallis, chiamata in lingua nativa Uvea.
- Il corso, parlato principalmente nel comune di Farino dai discendenti dei coloni provenienti da Farinole.

### La bandiera

Bandiera del movimento per l'indipendenza (FLNKS)

Nel luglio 2010 al tricolore francese è stato ufficialmente affiancato un vessillo ideato dal Fronte di Liberazione Nazionale Kanako e Socialista (FLNKS), un partito politico che lotta per l'indipendenza dell'isola.
Questa bandiera fu adottata dal partito nel 1980 ed è composta di tre fasce orizzontali di uguali dimensioni. Dall'alto verso il basso i colori sono il blu (Pantone 286c), rosso (Pantone 032c), e verde (Pantone 347c), con la presenza di un cerchio di colore giallo (Pantone 102c), dal diametro la cui lunghezza è due terzi dell'altezza della bandiera e spostato verso il lato del pennone. Il cerchio è bordato di nero e al suo interno vi è un disegno dello stesso colore.
Il blu simboleggia il cielo e soprattutto l'oceano che circonda l'isola. Il rosso rappresenta il sangue versato dai canachi durante la loro lotta per l'indipendenza, il socialismo e l'unità. Il verde simboleggia infine la terra e, per estensione, gli antenati seppelliti sotto di essa.
Il disco giallo rappresenta il sole mentre il disegno al suo interno è una flèche faîtière, un tipo di freccia che adorna i tetti delle case del posto, totem degli antichi villaggi canachi.

## Economia e comunicazioni
L'attività economica più importante è l'estrazione e la lavorazione del nichel, che lo ha reso in pochi decenni lo stato più ricco dell'Oceania e una delle maggiori potenze economiche estrattive al mondo. Nel 2010, sono state estratte 138 000 tonnellate di questo metallo. Nel 2009, nel Paese si sono contati 99 000 ingressi e un totale di 141 milioni di dollari di entrate grazie al turismo, altra voce economica rilevante. Per quanto riguarda il settore primario, nello stesso anno sono state coltivate 2 600 tonnellate di mais e 16 500 di noci di cocco; inoltre sono stati contati 90 000 bovini, 37 000 suini, 12 000 equini e 600 000 volatili. Infine, sono stati ricavati 16 618 metri cubi di legname e 5 742 tonnellate di pesce. La rete stradale si estende per 4926 km. Nel capoluogo, oltre al porto più importante dell'isola, si trova un aeroporto. Circa 3 persone su 10 hanno accesso ad internet.

## Arte
L'arte principale è la scultura, utilizzata come ornamento per le capanne a tetto conico. Per questo tipo di capanne si ergono pilastri antropomorfi alti anche un metro e mezzo con un tetto impreziosito da figure di antenati o decorazioni astratte. Numeroso e variegato è il numero di maschere, esibite durante le feste. Peculiari sono le piccole "teste-moneta" decoranti gli scettri da cerimonia.

## Omonimia
Una colonia britannica nel Nord America chiamata Nuova Caledonia si unì all'Isola di Vancouver per formare la colonia della Columbia Britannica, che si unì successivamente alla Confederazione Canadese e divenne una provincia del Canada. Il termine Caledonia è il nome latino che definiva anticamente una parte dell'attuale Scozia.

## Amministrazione
La Nuova Caledonia è dotata di uno status speciale, differente da quello delle altre proprietà extraterritoriali francesi. Viene amministrata da un Alto Commissario. A livello territoriale, il Governo viene esercitato da un Congresso formato dai componenti delle assemblee provinciali, per un totale di 54 membri. Le tre assemblee provinciali vengono elette a suffragio universale ogni 5 anni. Nel Parlamento francese la Nuova Caledonia viene rappresentata da un senatore e due deputati.
Nel novembre 2018 gli abitanti hanno detto 'no' al referendum sull'indipendenza. Il 56,4% ha votato per restare parte della Francia, contro il 43,6% che ha espresso la volontà di diventare indipendenti. Interessante il dato sull'affluenza, con l'81% degli abitanti che si è recato ai seggi.

### Suddivisione amministrativa
La Nuova Caledonia è suddivisa in 3 province e 33 comuni.

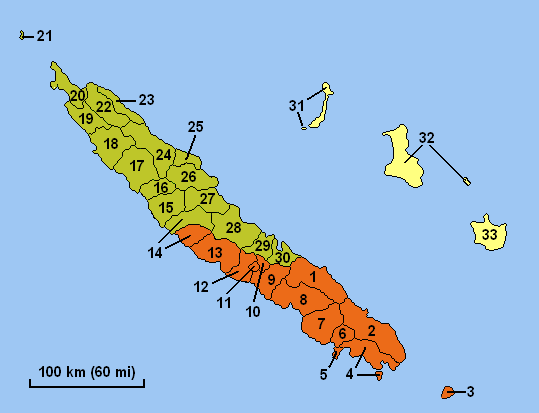
Suddivisioni amministrative della Nuova Caledonia

| Legenda | Legenda | Legenda                                         |
| --- | --- | ----------------------------------------------- |
| Provincia Sud 1. Thio 2. Yaté 3. Île des Pins 4. Le Mont-Dore 5. Numea 6. Dumbéa 7. Païta 8. Boulouparis 9. La Foa 10. Sarraméa 11. Farino 12. Moindou 13. Bourail 14. Poya (parte sud) | Provincia Nord 14. Poya (parte nord) 15. Pouembout 16. Koné 17. Voh 18. Kaala-Gomen 19. Koumac 20. Poum 21. Îles Belep 22. Ouégoa 23. Pouébo 24. Hienghène 25. Touho 26. Poindimié 27. Ponérihouen 28. Houaïlou 29. Kouaoua 30. Canala | Isole della Lealtà 31. Ouvéa 32. Lifou 33. Maré |

### Aree tribali
Oltre alla suddetta organizzazione (Provincie/comuni) esiste un livello amministrativo parallelo per gli affari tribali Kanak. Questa struttura è organizzata in Zone consuetudinarie, chiamate aires coutumières. Queste zone sono a loro volta suddivise in distretti e questi in tribù. Sono stati definite 8 aree consuetudinarie, suddivise in 61 distretti consuetudinari nei quali si trovano 342 tribù.

### Dispute internazionali

Mappa della Nuova Caledonia e Vanuatu

Le piccole isole disabitate di Matthew e Hunter sono contese da Vanuatu e dalla Francia/Nuova Caledonia.
Ogni anno, in occasione dei festeggiamenti dell'indipendenza, vi viene issata la bandiera di Vanuatu e ogni anno il Governo francese esprime una protesta formale per quest'azione.
Le schermaglie durano dal 1980, anno dell'indipendenza di Vanuatu, ma non vi sono mai state operazioni militari per il possesso di queste 2 isole.